# Der Löwe und die Maus
Der Löwe und die Maus ist eine Tierfabel, die im Rahmen einer altägyptisch-demotischen Erzählung im Papyrus Die Heimkehr der Göttin geschildert wird. Die Fabel zeigt starke Parallelen zu der Äsop-Geschichte Der Löwe und das Mäuschen. Im Gegensatz zu der Äsop-Erzählung besitzt die altägyptische Fabel eine vorher einsetzende Handlung, die sich dem unheilvollen Einfluss des Menschen widmet, wobei sich die Maus später als Retter des Löwen erweist, der von einem Jäger in einer Fallgrube gefangen wurde. 

## Datierung der Tierfabel
Die Fabel wurde in mehreren demotischen Fassungen niedergeschrieben, die aus dem zweiten Jahrhundert n. Chr. stammen. Daneben liegt noch eine spätere Überlieferung in griechischer Sprache aus dem dritten Jahrhundert n. Chr. vor, die wahrscheinlich die demotischen Vorlagen als Grundlage hatte. Die Erzählung fußt jedoch auf einer älteren Vorlage, deren Abfassungsdatum schwer einschätzbar ist. 
Einige ältere Sprachformen, die der Schreiber dem Leser wegen der Unverständlichkeit erklären muss, lassen die Möglichkeit zu, dass Teile des Originaltextes bis in die Zeit des Neuen Reiches (1550 v. Chr. bis 1070 v. Chr.) zurückreichen. Gestützt wird diese Annahme durch ein ramessidisches Ostrakon, auf welchem Inhalte der Tierfabel Die zwei Schakale niedergeschrieben waren, die ebenfalls einen Bestandteil der Erzählung Die Heimkehr der Göttin darstellte.

## Inhalt

### Vorgeschichte
Es war einmal ein Löwe auf einem Berg, der einem Panther begegnete, dessen Haut abgezogen war. Der Panther, halbtot, erklärte dem Löwen, dass ein Mensch dafür verantwortlich war. Nach seinem Bericht warnte der Panther den Löwen mit den Worten: „Mögest du nicht auf einen Menschen treffen; mögest du ihm nicht ausgeliefert sein, dem Menschen.“ Als der Löwe das hörte, wurde er zornig auf die Menschen und suchte nach ihnen. Unterwegs traf er auf ein Pferd, das herumkreiste; auf einen Esel, der eine Haltevorrichtung im Maul hatte; auf einen Stier, dessen Hörner gestutzt waren; auf eine Kuh, deren Nüstern durchbohrt waren; auf einen Bären, dessen Klauen gezogen und die Reißzähne ausgerissen waren und auf einen anderen Löwen, der verletzt an einem Baum lag. Alle berichteten, dass der Mensch an ihrer misslichen Situation schuld war und wiederholten die Warnung des Panthers. Der Löwe schwor sich deshalb: Oh Mensch, wenn du mir ausgeliefert wärest, würde ich dir das gleiche Leid antun, das meine Gefährten durch dich erfahren haben.

### Die Maus als Retter
Auf seinem weiteren Weg traf der Löwe, inzwischen sehr hungrig geworden, auf eine Maus. Als er sie fangen und fressen wollte, sprach die Maus den Löwen an und es entwickelte sich eine Diskussion zwischen beiden:

„Die Maus sprach: „Oh nein, mein Herr Löwe, wenn du mich frisst, wirst du nicht satt werden. Falls du mich freilässt, wird sich an deinem Hunger auch nichts ändern. Wenn du mir aber meinen Atem als Geschenk gibst, werde ich dir deinen eigenen Atem als Geschenk geben. Wenn du mich vor dem Verderben rettest, werde ich dich deiner Gefahr entkommen lassen“. Der Löwe lachte und fragte: „Was könntest du letztlich für mich tun? Gibt es einen auf Erden, der mir etwas anhaben könnte?“ Die Maus aber schwor ihren Eid: „Ich werde dich deiner Gefahr entkommen lassen, wenn sie eintritt.“ Der Löwe überlegte: „Wenn ich die Maus fresse, werde ich nicht sehr satt“ und gab der Maus die Freiheit.“

Der Löwe, der anschließend seine Suche nach den Menschen fortsetzte, fiel in eine Fallgrube, die ein Jäger ausgehoben hatte. Eine Flucht war nicht möglich. Der Löwe wurde von seinem Jäger in ein käfigartiges Gebilde gelockt und anschließend nach oben gezogen. Dort angekommen, wurde der Löwe mit Lederriemen in einem käfigähnlichen Geflecht gefesselt. Das Schicksal wollte dem überheblichen Löwen wohl eine Lektion erteilen, denn als der Löwe bekümmert und fluchtunfähig auf dem Berg lag, erschien zur siebten Nachtstunde die vom Löwen freigelassene Maus vor ihm.

„Die Maus sprach: „Erkennst du mich? Ich bin die kleine Maus, der du ihr Leben als Geschenk gegeben hast. Ich bin gekommen, um dich aus deiner Gefahr zu retten. Gut ist es eine Wohltat dem zu tun, der sie wiederum tut.“ Die Maus setzte ihre Schnauze an die Fesseln des Löwen und durchkaute das frische Leder. Sie versteckte sich danach in der Mähne des Löwen, der mit ihr zum Berg aufsprang. Die kleine Maus, wie es nichts Schwächeres auf dem Berg gibt, die dem Löwen, wie es nichts Stärkeres auf dem Berg gibt, eine Wohltat des Schicksals als Wunder gab.“

## Herkunft der Tierfabel

### Jagdtechnik
Dieter Kurth verglich die Inhalte der griechischen und demotischen Überlieferung mit der Jagdtechnik verschiedener Kulturen hinsichtlich der Schilderung von der Gefangennahme des Löwen und seiner anschließenden Befreiung. Die Ausführungen in altägyptischen Quellen sind nur auf das Erlegen eines Löwen beschränkt. Über die Fangmethoden, auch anderer Tierarten, wird dagegen nicht explizit berichtet. In der Hungersnotstele wurde jedoch eine Formulierung verwendet, die grobe Einblicke in die Methodik gewährt: „Alle Löwenfänger der Wüste“. Das altägyptische Wort „sechet“, das für „fangen“ steht, kann in seiner Bedeutung auch auf die Aussage „mit einem Netz fangen“ angewendet werden. Weitere Indizien sprechen dafür, dass im Alten Ägypten tatsächlich Löwen nicht nur erlegt, sondern auch in Fallen gefangen wurden.
Nähere Einzelheiten der Fangtechnik verschiedener Völker sind in den antiken Quellen erhalten geblieben. Oppianos aus Apameia, der im dritten Jahrhundert n. Chr. wirkte und damit zeitlich recht nahe mit der Niederschrift dieser Fabel in Verbindung steht, erklärte in seinem Werk „Kynegetika“ (4, 77–112) am ausführlichsten drei verschiedene Fangpraktiken. Die nubischen Jäger veranlassten den Löwen immer wieder zu Angriffen, bis er sichtlich erschöpft zu Boden sank und anschließend gefesselt werden konnte. In Mesopotamien legten die Jäger ein kreisförmiges Fangnetz aus, das an Pfosten befestigt war und eine große Öffnung besaß. Der Löwe wurde durch Lärm und mit brennenden Fackeln durch die Öffnung in das Fangnetz getrieben. Die nubische und mesopotamische Fangtechnik ist jedoch nicht Bestandteil der Tierfabel. Die libysche Methode zeigt dagegen auffällige Parallelen: Die Jäger hoben zunächst auf einem Löwenpfad eine runde Grube aus, in deren Mitte ein Pfahl eingelassen wurde, an welchem ein gefesseltes lebendiges Lamm als Köder diente. Damit der Löwe die Grube nicht erkannte, fungierte ein um die Grube angelegter Steinwall als Sichtschutz. Durch das Blöken des Lammes angelockt, sprang der hungrige Löwe über den Steinwall und fiel so in die Grube. Anschließend kamen die Jäger und ließen einen an mehreren Lederriemen befestigten geflochtenen Käfig herunter, in dessen Mitte ein Stück Fleisch als weiteres Lockmittel lag. Nachdem der Löwe in den Käfig gelangte, saß er in der Falle und wurde nach oben gezogen.
Spezielle griechische Sprachformen, die auf ein netzartiges Käfiggebilde verweisen, veranlassten Dieter Kurth zu einer Rekonstruktion der Jagdtechnik, die sowohl die Überlieferung als auch die tatsächlich geschilderten Maßnahmen miteinander verbindet. Ein aus Stricken oder Lederriemen hergestelltes Netz besaß an den Stirnseiten einen offenen Raum, wobei das eine Ende auf den Boden der Grube hinabgelassen wird. Kürzere Riemen halten das Dach des Fangnetzes in der Schwebe. Im Moment, wenn der Löwe in die offene Vorrichtung des Fangnetzes am Boden eintrat, wurden die zugehörigen unteren Riemen nach oben gezogen, was das Schließen des Fangnetzes bewirkt. Für diese Konstruktion werden jeweils vier lange und vier kurze Riemen benötigt, um das Gewicht des Löwen tragen zu können. Holzkäfige kommen nicht in Frage, da sich die dicken Stangen nicht flechten lassen, zudem wäre ein solcher Käfig unhandlich und durch sein hohes Gewicht nur schwerlich im freien Gelände über weite Strecken einsetzbar. Außerdem schließt die griechische Überlieferung den Begriff „Holzkäfig“ aus. Die belegten Bilder von gefangenen Löwen in Holzkäfigen bezogen sich auf den Weitertransport auf dem Land- oder Seeweg, zumeist für römische Arenen. Für den Bau jener Transportkäfige wurde gemäß der Beschreibungen Eichenholz verwendet.